# Creuant l'obscuritat
Creuant l'obscuritat (títol original: The Crossing Guard) és una pel·lícula estatunidenca dirigida per Sean Penn, estrenada l'any 1995. Ha estat doblada al català.

## Argument
Freddy Gale ha perdut la seva filla Emily, morta per un conductor borratxo, John Booth. Sis anys més tard, aquest surt de presó. Freddy Gale decideix venjar-se.

## Repartiment
- Jack Nicholson: Freddy Gale
- David Morse: John Booth
- Anjelica Huston: Mary
- Robin Wright: Jojo
- Piper Laurie: Helen Booth
- Richard Bradford: Stuart Booth
- Priscilla Barnes: Verna
- Robbie Robertson: Roger
- Ryo Ishibashi: Jefferey
- David Baerwald: Peter
- Richard C. Sarafian: Sunny Ventura
- Bobby Cooper: Coop
- Jeff Morris: Silas
- Kari Wuhrer: Mia
- John Savage: Bobby
- Joe Viterelli: Joe

## Al voltant de la pel·lícula
Segons el músic Eric Clapton, Sean Penn s'hauria inspirat per escriure el film en la mort del seu fill Connor Clapton, mort l'any 1991 a l'edat de 4 anys.
Va ser la segona direcció de Sean Penn després de Estrany vincle de sang el 1991. Recupera David Morse, que interpreta aquí John Booth. Els pares de Sean Penn, Leo Penn i Eileen Ryan, surten al film. Robin Wright es va casar l'any següent amb Sean Penn.

El film s'acaba amb la següent dedicació: « 
| « | My friend, Charles Bukowski. I miss you, S.P. | » |

Sean Penn era amic de l'escriptor i poeta mort l'any 1994. Jack Nicholson i Anjelica Huston havien viscut durant quinze anys junts abans del rodatge del film.

## Premis
- 1995: Nominada al Globus d'Or a la millor actriu secundària (Anjelica Huston)
- 1995: Premis Independent Spirit: Nominada al millor actor secundari (David Morse)
- 1995: Sindicat d'Actors (SAG): Nominada a Millor actriu secundària (Huston)
- «Desmesurat i sincer melodrama amb una interpretació magistral i intensa de tot un clàssic: Jack Nicholson»[5]